# Медфорд (Массачусетс)
Медфорд (англ. Medford) — місто (англ. city) в США, в окрузі Міддлсекс штату Массачусетс. Населення — 59 659 осіб (2020). Місто стоїть на річці Містик, за п'ять миль на північний захід від Бостона. За даними Бюро перепису населення США за 2010 населення Медфорда склало 56 173 людини.

## Географія

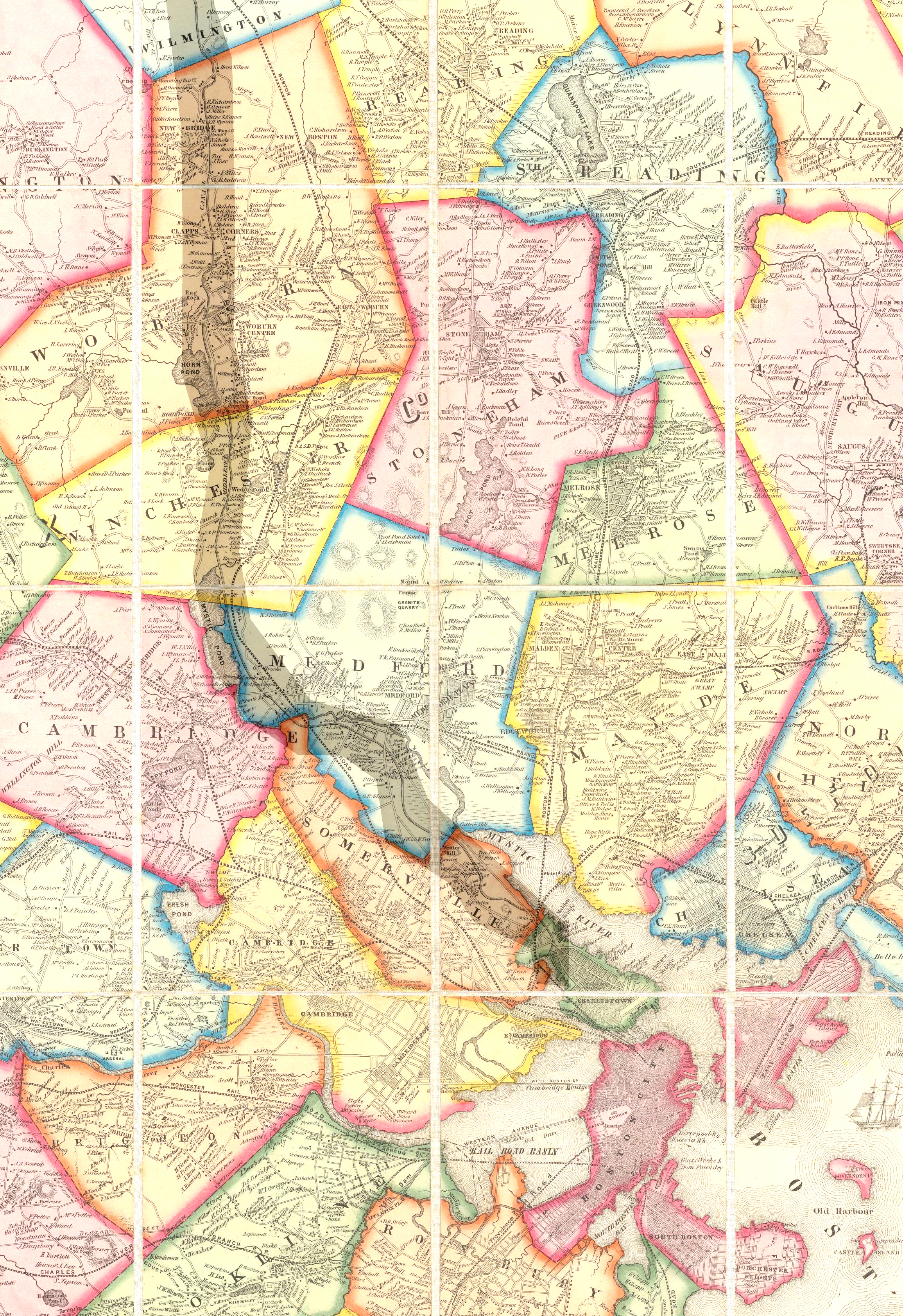
Карта Бостона 1892 з позначенням Медфорда та залізничних шляхів.

Медфорд розташований за координатами 42°25′26″ пн. ш. 71°6′33″ зх. д. / 42.42389° пн. ш. 71.10917° зх. д. (42.423844, -71.109231). За даними Бюро перепису населення США в 2010 році місто мало площу 22,43 км², з яких 20,98 км² — суходіл та 1,44 км² — водойми.

### Райони
Місцеві жителі виділяють кілька районів міста:
- Західний Медфорд
- Північний Медфорд
- Веллінгтон
- Гленвуд
- Південний Медфорд
- Гіллсайд
  - Університет Тафтса
- Садиба Лоуренс

## Демографія
Згідно з переписом 2010 року, у місті мешкали 56 173 особи в 22 810 домогосподарствах у складі 13 207 родин. Густота населення становила 2505 осіб/км². Було 24046 помешкань (1072/км²).
Расовий склад населення:
| - 78,6 % — білих - 8,8 % — чорних або афроамериканців - 6,9 % — азіатів - 0,2 % — корінних американців - 2,8 % — осіб інших рас |

До двох чи більше рас належало 2,7 %. Частка іспаномовних становила 4,4 % від усіх жителів.
За віковим діапазоном населення розподілялося таким чином: 16,6 % — особи молодші 18 років, 68,2 % — особи у віці 18—64 років, 15,2 % — особи у віці 65 років та старші. Медіана віку мешканця становила 37,7 року. На 100 осіб жіночої статі у місті припадало 91,5 чоловіків; на 100 жінок у віці від 18 років та старших — 89,5 чоловіків також старших 18 років.
Середній дохід на одне домашнє господарство становив 93 247 доларів США (медіана — 76 445), а середній дохід на одну сім'ю — 107 095 доларів (медіана — 91 532). Медіана доходів становила 62 085 доларів для чоловіків та 50 863 долари для жінок. За межею бідності перебувало 10,8 % осіб, у тому числі 12,1 % дітей у віці до 18 років та 10,4 % осіб у віці 65 років та старших.
Цивільне працевлаштоване населення становило 32 251 особа. Основні галузі зайнятості: освіта, охорона здоров'я та соціальна допомога — 31,9 %, науковці, спеціалісти, менеджери — 15,7 %, мистецтво, розваги та відпочинок — 9,1 %, фінанси, страхування та нерухомість — 8,4 %.

## Освіта
У Медфорді розташовано багато шкіл, як державні, так і приватні.

### Початкові
Державні
- початкова школа Христофора Колумба
- початкова школа Брукса
- початкова школа Джона Мак-Гленна
- початкова школа Фуллера Робертса Мілтона

Приватні (нерелігійні)
- Дитяча школа Еліота-Пірсона[16]
- Дитячий сад Гентло-Драгон[17]
- Дитячий сад Меррі-Гоу-Роунд
- Навчальний центр[18]
- Дитячий центр Окленд-Парк
- Дитячий сад Шість акрів[19]

Приватні (релігійні)
- школа Св. Йосипа[20]
- школа св. Климента[21]
- школа Св. Рафаеля[22]

### Середня школа
- Середня школа Джона Мак-Гленна
- Середня школа Мадлена Даггер-Ендрюса

### Старша школа
Державні
- Вища школа Медфорда
- Професійна технічна школа Медфорда (Талісман — мустанг)

Приватні
- Вища школа св. Клемента

## Уряд
- Суддя: Майкл А. Салліван
- Окружний прокурор: Жерар Т. Леоне
- Нотаріальне Бюро: Річард П. Хоу, Євген С. Брюн
- Регістр заповітів: Тара Е. ДеКрістафаро
- Шериф графства: Пітер Коутоуджан

## Відомі особистості
У місті народився:
- Шон Бейтс (* 1975) — американський хокеїст.

У місті помер:
- Фетваджян Аршак Абрамович (1866—1947) — вірменський художник і дизайнер.